# Barcode (gruppo musicale)
I Barcode sono un gruppo hardcore punk danese nato nel 1995.

## Storia del gruppo
La band ha pubblicato l'album di debutto, Hard Jet Super Flash, nel 1997. Nel 1998 entrarono nella band Dr. Jay e Butch, nelle parti rispettivamente di chitarrista e cantante. Nel 1999, dopo le registrazioni del secondo album intitolato Beerserk, pubblicato in giugno, la band si imbarcò nel primo tour internazionale di spalla ai Madball nel tour "Look my Way". Nell'estate 2000 il gruppo si esibisce al With Full Force Festival, il 15 giugno dell'anno successivo, dopo molti ritardi causati dall'uscita dalla band del bassista e del batterista, viene pubblicato il terzo album dal titolo Hardcore.
Nel 2005 e nel 2006 i Barcode hanno pubblicato gli album 'Showdown e Ahead of the Game il primo con il nuovo cantante SS Graveyard.

## Formazione

### Formazione attuale
- SS Graveyard - voce (2006-)
- Snick - batteria (2002-)
- Dr. J - chitarra (1998-)
- Panter - chitarra (1995-)
- Rookie - basso (2002-)

### Ex componenti
- Butch - voce (1998-2006)

## Discografia
- 1997 - Hard Jet Super Flash
- 1999 - Beerserk
- 2000 - Aarhus Oedelaegger Julen Demo
- 2002 - Ciaff vs. Barcode Split album con i "Ciaff"
- 2002 - Hardcore
- 2004 - European Hardcore Attakk Split album con "Backfire" e "Street Machine"
- 2005 - Showdown
- 2006 - Ahead of the Game